# Lyons (Ohio)
Lyons é uma vila localizada no estado norte-americano de Ohio, no Condado de Fulton.

## Demografia
Segundo o censo norte-americano de 2000, a sua população era de 559 habitantes.
Em 2006, foi estimada uma população de 558, um decréscimo de 1 (-0.2%).

## Geografia
De acordo com o United States Census Bureau tem uma área de
1,8 km², dos quais 1,8 km² cobertos por terra e 0,0 km² cobertos por água. Lyons localiza-se a aproximadamente 230 m acima do nível do mar.

## Localidades na vizinhança
O diagrama seguinte representa as localidades num raio de 20 km ao redor de Lyons.